# Сервантит
Серванти́т (англ. Cervantite от топонима), также сурьмяная охра:330 (частично устар.) или белая блестящая сурьмяная руда (устар.) — один из вторичных минералов сурьмы, типичный продукт окисления (выветривания) сурьмяных руд, прежде всего, антимонита; по составу тетраоксид сурьмы с идеальной формулой Sb2O4 или, в более подробной форме, Sb3+Sb5+O4.:188
Сервантит наряду с валентинитом — самая светлая из так называемых сурьмяных охр, цвет имеет бледно-желтоватый, белый или грязно-белый, встречается в зоне выветривания сурьмяных руд как продукт окисления антимонита, а также других сернистых соединений сурьмы. Иногда наблюдается в виде псевдоморфоз по антимониту. Имеет ограниченное промышленное значение как попутный минерал сурьмы, присутствует, как правило, в небольших количествах и вызывает дополнительные трудности с обогащением руды.

## История открытия и название
Первое документированное указание на существование в минеральной форме природного безводного окисла сурьмы было сделано Арманом Дюфренуа в 1845 г.
Минерал сервантит был установлен в 1850 году английским минералогом Джеймсом Дана на руднике Сервантес (англ. Cervantes, Sierra de Ancares) в окрестностях Луго (Галисия, Испания). Название получил по типовому месторождению. В немецких источниках также известен под названием жёлтой сурьмяной руды (нем. Gelbantimonerz). Другой синоним, ныне ставший тривиальным — копьевидная блестящая охра (нем. Spiessglanzocker), однако под таким названием известен не только сервантит.:378
В 1952 году Виталиано и Мэйсон выдвинули предположение о тождественности двух самых известных разновидностей сурьмяных охр и предложили признать сервантит аналогом стибиконита, однако, по данным проведённого рентгеновского изучения было однозначно установлено, что это два разных минерала. В отличие от стибиконита, сервантит очень близок к искусственному ромбическому Sb3+Sb5+O4.:378 В 1959-1962 годах минерал был переустановлен и подтверждён вторично.
В качестве основного компонента сервантит наряду со стиблитом (стибиконитом) входит в число так называемых «сурьмяных охр»,:372 вторичных минералов зоны окисления. В XIX веке описывался как безводная окись сурьмы с удельным весом в 4,08; стибиконит, соответственно, определялся как водная окись сурьмы с удельным весом около 5,28.:237
В качестве титульного минерала сервантит входит в так называемую группу сервантита, кроме собственно сервантита, туда входят также следующие минералы: висмутоколумбит, висмутотанталит, клиносервантит, стибиоколумбит и стибиотанталит. С двумя последними минералами сервантит, кроме того, изоструктурен.

## Свойства
Сервантит как вторичный минерал обычно присутствует в виде желтоватых налётов, а также порошковатых или плотных масс, покрывающих основные сурьмяные руды. Состоит из микроскопических игольчатых монокристаллов ромбической сингонии. Цвет жёлтый до жёлто-оранжевого, кремовый, розоватый; во внутренних рефлексах и на просвет бесцветный. Расчётная плотность 6,64 г/см3, измеренная — 6,5 г/см3. Блеск — жирный, реже перламутровый. По сравнению с другими минеральными окислами сурьмы твёрдость сервантита немного выше. Образует плотные или порошковатые поверхностные массы, значительно реже встречается в виде сформированных игольчатых кристаллов. В соляной кислоте растворяется очень медленно.:9
Постоянное присутствие сурьмяных охр в рудах сурьмы связано, прежде всего, с активными реакционными свойствами антимонита, который сравнительно легко разлагается в зонах окисления и выветривания, переходя в различные окислы сурьмы — жёлтого, иногда бурого цвета (валентинит, сервантит, сенармонтит, кермезит и другие).:234 Продукты окисления покрывают кристаллы антимонита с поверхности тонкой корочкой, а иногда замещают его полностью. Окислы сурьмы наблюдаются также и внутри кристаллов антимонита по плоскости спайности. Окисленные минералы в руде в основном представлены валентинитом, сервантитом и гидроромеитом, последний механически переотлагается в трещинах и пустотах нижних горизонтов поверхностными водами.:101 Чаще всего сервантит представляет собой продукт окисления антимонита, реже бурнонита и других сложных сульфидов сурьмы. Встречается в ассоциации с кермезитом, стибиконитом, гидроромеитом, валентинитом, самородной серой, гипсом и другими минералами.:17 Образуется также как продукт выветривания на буланжерите.
Сервантит реагирует с содой на угле с выделением металлической сурьмы и одновременно покрывает уголь белым плотным налетом окиси сурьмы. Гидросервантит при прокаливании в стеклянной трубке выделяет воду и светлеет.:379
Искусственный сервантит синтезируют в виде порошка двумя путями: при нагревании на воздухе смеси сурьмы со Sb2O3 или Sb2O5, а также при длительном прокаливании Sb2O6OH при 900°С.:18
Как оказалось по результатам исследований (Бакакин, Годовиков, 1981) сервантит образует гомологический ряд с торолитом. Два параметра ромбической элементарной ячейки у этих структур практически одинаковы, а третий изменяется на постоянную величину — по числу одинаковых полимеризующихся сеток из M-октаэдров. Неизменным фрагментом являются ленты из объединённых по ребру ME-бипирамид.:6

## Разновидности

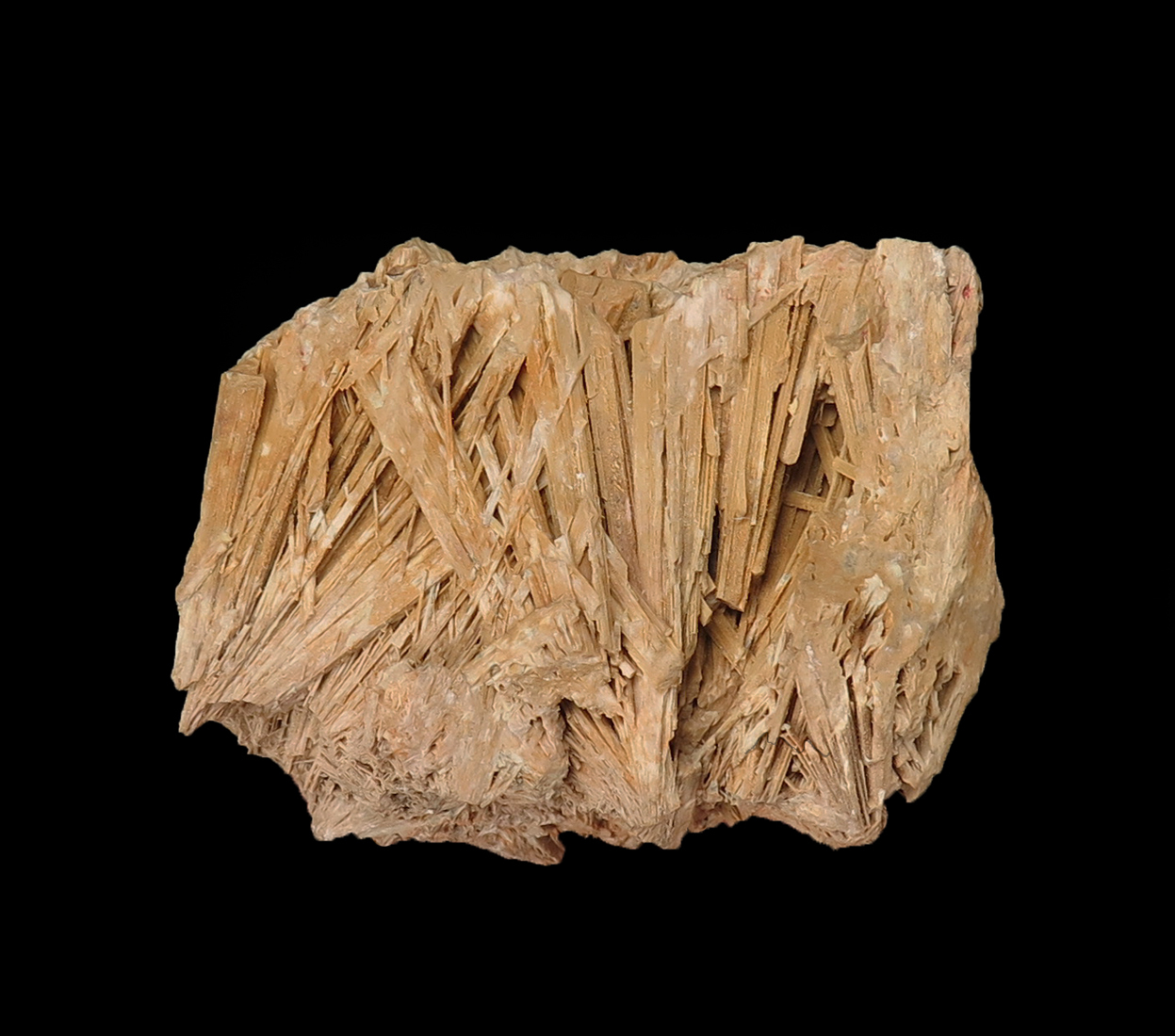
Сервантит (Мексика)

В 1947 году во время изучения гипергенных минералов сурьмы в некоторых месторождениях Средней Азии (Кадамджай, Терексай, Касансай, Хандаркан) Л. Б. Шлаин установил новую разновидность минерала, который по химическому составу и оптическим свойствам оказался близким сервантиту (Sb2O4), однако отличался от него присутствием воды в составе.:259 Минерал этот, как водная разновидность сервантита, был назван гидросервантитом (Sb2O4•nH2O. По составу и свойствам гидросервантит ближе к стибикониту. Причём, особо было отмечено, что «собственно сервантит» в месторождениях встречается крайне редко, а минералы типа сервантита в сурьмяных месторождениях представлены обычно гидросервантитом, то есть, в разной степени гидратированными соединениями.:17
Сравнение полученных рентгеновских данных для гидросервантита с данными для искусственного окисла Sb2O4, который по существу представляет собой искусственный аналог сервантита, а также сравнение межплоскостных расстояний позволило сделать вывод, что в месторождениях присутствует водный минерал типа сервантита, предположительно также ромбической сингонии.:259 При этом сравненение межплоскостных расстояний гидросервантита и стибиконита, а также его искусственого аналога Sb3O6OH показало, что на дебаеграммах стибиконита и искусственного соединения Sb3O6OH отсутствует ряд интенсивных линий, которые имеются на дебаеграммах гидросервантита и искусственного окисла Sb2O4. Из этого был сделан вывод, что минерал типа сервантита является самостоятельным минеральным видом и не тождествен стибикониту.:260-261

## Нахождение

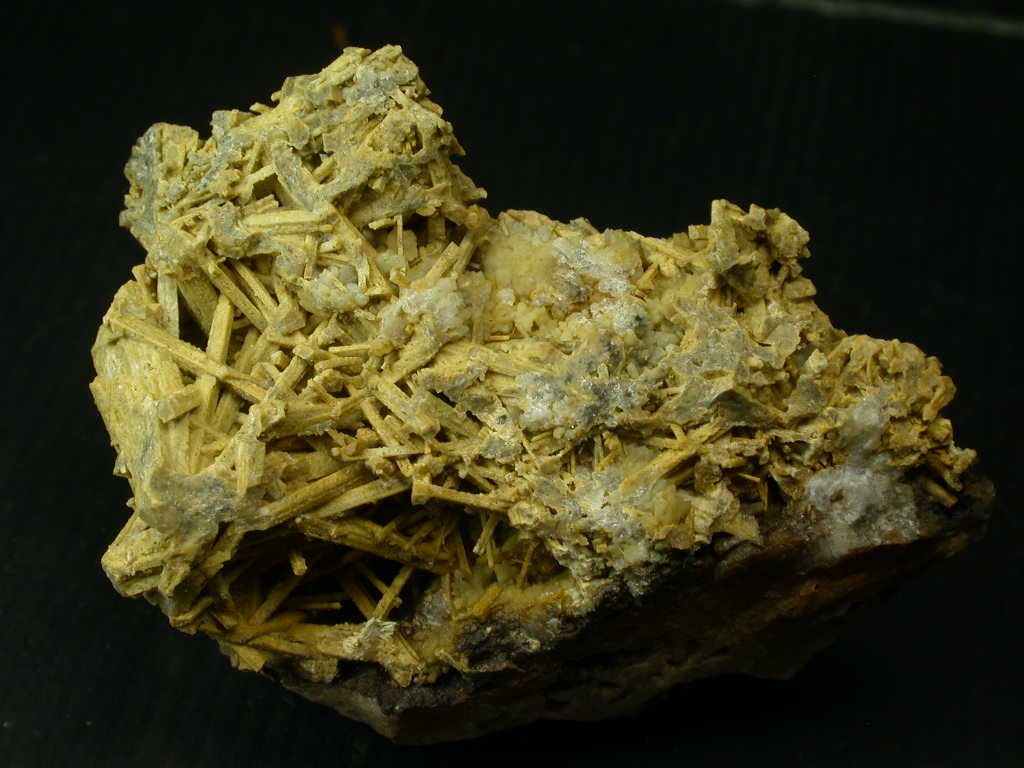
Сервантит (Закатекас, Мексика)

Сервантит — типичный минерал зоны выветривания (окисления) некоторых сурьмяных и сурьмяно-ртутных месторождений; обычно образуют тонкие смеси с другими гипергенными сурьмяными минералами. Установлен впервые на месторождении Сервантес в окрестностях Луго (Испания). Вскоре после открытия в 1850-х годах был также выделен из состава сурьмяных охр на месторождениях острова Борнео.:236-237 Отмечен на месторождениях сурьмы Мексики, Перу, Боливии, Австралии и др. На месторождении Вилун (Западная Австралия) — встречается в ассоциации со стибиконитом, иногда с валентинитом и сенармонтитом; на острове Борнео — со стибиконитом; как продукт окисления бурнонита отмечается на рудниках Ольза и Вольх в Каринтии (Австрия).:379
На территории бывшего СССР сервантит установлен на Никитовском рудном поле (Донбасс), на Арамашевском месторождении сурьмы (Урал), на рудниках в районе Кадамжая (Киргизия), на Булыктинском месторождении (Забайкалье), на Сарылахе (Восточная Якутия) и на Майском месторождении (Чукотка).

## Практическое значение
Сервантит — составная часть сурьмяных руд, образовавшаяся при их окислении. Все сурьмяные охры относятся к числу примесей, очень тяжело выделяемых, а также затрудняющих обогащение руд и получение сурьмы.:69 Для повышения процента их флотации специально разрабатываются особые методики.:15